# Ehud Olmert
Ehud Olmert (hebreiska: אהוד אולמרט), född 30 september 1945 i Binyamina, distriktet Haifa, är en israelisk politiker (Kadima). Han var landets tillförordnade premiärminister från januari till mars 2006 och därefter premiärminister fram till mars 2009. År 1993 - 2003 var han Jerusalems borgmästare.
Olmert tillhörde tidigare Likud, men följde 2005 med premiärminister Ariel Sharon till dennes nystartade parti Kadima. Den 4 januari 2006 drabbades Sharon av en allvarlig stroke som gjorde honom oförmögen att utöva ämbetet, och Olmert blev tillförordnad premiärminister. Den 16 januari valdes Olmert även till partiordförande för Kadima.
Vid ett valmöte den 14 mars 2006 lovade Olmert Israel så kallade "fasta gränser" om han fick behålla regeringsmakten efter valet den 28 mars. Det innebär bland annat att hela bosättningsområdet Arielblocket på Västbanken ska tillhöra Israel för evigt, men att mindre, mer isolerade öar av bosättningar på Västbanken ska överges.
I parlamentsvalet den 28 mars 2006 blev Kadima största parti med 29 av Knessets totalt 120 platser. Olmert bildade en koalitionsregering tillsammans Arbetarpartiet, där Arbetarpartiets ledare Amir Peretz erhöll den viktiga försvarsministerposten. Likuds dåliga resultat i valet samt bildandet av den nya koalitionen mellan Kadima och Arbetarpartiet, har allvarligt marginaliserat Olmerts tidigare parti inom israelisk politik.
Tvärtemot vad många israeler och omvärlden väntade sig präglades Olmerts första tid som landets ledare knappast av fred och avspänning. Den 28 juni 2006 startades Operation Sommarregn, en offensiv mot Gazaremsan (vars judiska bosättningar övergavs i augusti 2005) som ett svar på ett anfall över gränsen av Hamas i vilket korpral Gilad Shalit tillfångatogs. Två veckor därefter, den 12 juli, inledde Israel en storskalig offensiv mot Libanon med målsättningen att oskadliggöra Hizbollah sedan Hizbollah hade gjort ett anfall över gränsen och dödat sex israeliska soldater och tillfångatagit två (Ehud Goldwasser och Eldad Regev) samt inlett ett raketregn över Israel.
I december 2006 skapade Olmert en inrikespolitisk konflikt genom att i en TV-intervju indirekt bekräfta Israels kärnvapeninnehav.
I samband med anklagelser och en pågående förundersökning om korruption valde Olmert 2008 att träda tillbaka som Kadimas partiledare, varvid han efterträddes av utrikesminister Tzipi Livni. Inför sin förestående avgång också som premiärminister gav han det för en israelisk regeringschef uppseendeväckande beskedet att den israeliska staten måste lämna det ockuperade östra Jerusalem, för att en fred med palestinierna ska bli möjlig.